# Attiliosa orri
Attiliosa orri is een slakkensoort uit de familie van de Muricidae. De wetenschappelijke naam van de soort is voor het eerst geldig gepubliceerd in 1976 door Cernohorsky.